# Multiregionaler Ursprung des modernen Menschen
Als Hypothese vom multiregionalen Ursprung des modernen Menschen (auch: multiregionales Modell) bezeichnet man in der Paläoanthropologie die Annahme, dass die „für die heutigen großen Menschengruppen – etwa die Asiaten, die Ureinwohner Australiens oder die Europäer – charakteristischen Merkmale sich in einem langen Zeitraum herausgebildet haben und daß dies auch ungefähr dort geschah, wo diese Menschen leben“. Die Vertreter dieser Hypothese zur Stammesgeschichte des Menschen schließen also „dramatische Migrations- und Verdrängungsszenarien aus und nehmen demische Diffusion (das heißt: eine Durchmischung des Genpools der diversen Populationen aufgrund stetigen Genflusses) mit Selektion an.“
Die Hypothese vom multiregionalen Ursprung des modernen Menschen bildet den Gegenpol zur Out-of-Africa-Theorie, der zufolge sich der anatomisch moderne Mensch (Homo sapiens) in Afrika aus Vorläuferarten entwickelte, vor 50.000 bis 60.000 Jahren über den Nahen Osten nach Asien sowie Australien und später nach Europa gelangte und die dort bereits ansässigen Populationen der Gattung Homo verdrängte.
Die multiregionale Hypothese wurde auch zur Erklärung des Entstehens von menschlichen Rassen herangezogen und wird „von einer kleinen Gruppe leidenschaftlicher Befürworter“ – insbesondere aus China – vertreten. Detaillierte genetische Analysen asiatischer Volksgruppen belegen jedoch auch für diese Region eine Zuwanderung von Homo sapiens aus Regionen westlich von Indien.
Die „Mehrzahl der Populationsgenetiker“ unterstützt hingegen heute, wie schon Mitte der 1990er Jahre, die Out-of-Africa-Theorie als „biologisch am einleuchtendsten.“

## Historischer Hintergrund
Die Bezeichnung Homo sapiens als Artname für den Menschen wurde 1758 von Carl von Linné in der 10. Auflage seiner Schrift Systema Naturae (S. 20) eingeführt; zuvor hatte Linné den Menschen ohne Epitheton zur Gattung Homo gestellt, aber ergänzend vier regionale, anhand der Hautfarbe unterscheidbare Varianten (Europaeus albese, Americanus rubese, Asiaticus fuscus, Africanus nigr.) benannt. Wie in allen früheren Auflagen verzichtete Linné aber auch weiterhin auf die so genannte Diagnose, also auf eine präzise Beschreibung der arttypischen Merkmale.
In den folgenden Jahrzehnten wurden zwar diverse Listen der arttypischen Merkmale erstellt. Auch legte der Botaniker William Thomas Stearn 1959 nachträglich ein bestimmtes Individuum als wissenschaftliches Belegexemplar fest, indem er Carl von Linné („Linnaeus himself“) zum Lectotypus der Art Homo sapiens erklärte; da Linné im Dom zu Uppsala begraben liegt, sind seine sterblichen Überreste allerdings unzugänglich. Die Merkmalskataloge trugen zwar grundsätzlich dazu bei, den Menschen von anderen heute lebenden Tieren zu unterscheiden; sie erwiesen sich aber als wenig hilfreich, die heute bekannten homininen Fossilien der Art Homo sapiens zuzuordnen oder sie von ihr abzugrenzen. Im Yearbook of Physical Anthropology hieß es 2010: „Unsere Art Homo sapiens war niemals Gegenstand einer formalen morphologischen Definition, die uns helfen würde, unsere Artgenossen in irgendeiner brauchbaren Weise in den dokumentierten fossilen Funden zu erkennen.“
Das Fehlen einer allgemein akzeptierten Beschreibung der arttypischen Merkmale des Menschen hatte bereits im 19. Jahrhundert auch Auswirkungen auf die Anthropologie. So beschrieb der niederländische Arzt und Naturforscher Philippe-Charles Schmerling 1833 in seinem Buch Recherches sur les ossements fossiles découvertes dans les cavernes de la province de Liège zwei fossile Schädel (Engis 1 und Engis 2) und mehrere andere Knochen aus einer Höhle bei Engis, die er aufgrund von Tierfossilien und gleichfalls entdeckten Steinwerkzeugen dem „Diluvium“ (Pleistozän) zuordnete. Unter Verweis auf die Genesis, aus der ein so hohes Alter nicht abgeleitet werden konnte, und mangels hinreichend genauer Abgrenzungskriterien wurde dieser erste wissenschaftlich beschriebene Neandertaler-Fund jedoch als „modern“ verkannt. Daran änderte 1863 auch die zutreffende Einschätzung des Geologen Charles Lyell nichts, da – ebenfalls 1863 – selbst der einflussreiche Unterstützer von Darwins Evolutionstheorie, Thomas Henry Huxley, den Fund aus Engis als von einem „Menschen von niedrigem Grad an Zivilisation“ stammend und den 1856 entdeckten Fund aus dem Neandertal – wie andere vor ihm – als innerhalb der Variationsbreite der Jetzt-Menschen liegend beschrieb. Wie Huxley ordneten auch andere Anthropologen des späten 19. und frühen 20. Jahrhunderts die zunehmend zahlreicher werdenden homininen Fossilien den menschlichen „Rassen“ als deren frühe Repräsentanten zu, beispielsweise auch die Funde aus Balzi Rossi. Zugleich wurden wiederholt Mutmaßungen über eine polyphyletische Herkunft dieser „Rassen“ publiziert und beispielsweise den Malaien und den Orang-Utans eine engere stammesgeschichtliche Nähe zugeschrieben als den afrikanischen Menschenaffen und den übrigen „Rassen“ des Homo sapiens.
Die Existenz von Vorläuferarten der Art Homo sapiens war zwar schließlich spätestens 1950 mit Ernst Mayrs Vortrag über „Taxonomic categories in fossil hominids“ während des Cold Spring Harbor Symposium on Quantitative Biology von der Fachwelt anerkannt, jedoch hatte auch Mayr keine Kriterien für die Abgrenzung der Arten benannt. So konnte auch die von Franz Weidenreich 1947 vertretene Aussage, asiatische hominine Fossilien seien die Überreste von Vorfahren der heutigen Asiaten und Neandertaler-Fossilien seien die Überreste der Vorfahren der heutigen Europäer, fortbestehen. Zugespitzt wurde diese Interpretation der Fossilien 1962 in der Rassentheorie des US-amerikanischen Anthropologen Carleton S. Coon, der zwar – wie 1871 bereits Charles Darwin in seinem Werk Die Abstammung des Menschen und die geschlechtliche Zuchtwahl – Afrika als den wahrscheinlichsten Ort der Entstehung von Homo sapiens ansah. Jedoch habe dieser Afrika auf einem noch sehr primitiven Entwicklungsstand verlassen und sich in fünf evolutive Linien aufgespalten. Aus diesen Linien (‚capoid‘ = südafrikanische Buschmänner, ‚negroid‘, ‚caucasoid‘, ‚mongoloid‘, ‚australoid‘) seien die „Rassen“ des anatomisch modernen Menschen hervorgegangen, wobei einige Rassen das Entwicklungsstadium des Homo sapiens früher erreicht hätten als andere.

## Die Grundannahmen

Dem „multiregionalen Modell“ zufolge entwickelten sich die anatomischen Merkmale der heutigen Afrikaner, Asiaten, Europäer und der australischen Ureinwohner trotz stetigem Genfluss unabhängig voneinander über „archaische Zwischenformen“ aus einer ursprünglich afrikanischen Population von Homo erectus.

Die heutige Fassung der Hypothese vom multiregionalen Ursprung des modernen Menschen wurde Mitte der 1980er-Jahre von dem US-amerikanischen Anthropologen Milford H. Wolpoff (University of Michigan) und dem chinesischen Paläoanthropologen Wu Xinzhi (Institut für Wirbeltierpaläontologie und Paläoanthropologie der Chinesischen Akademie der Wissenschaften) als Erklärungsschema für den Gang der jüngsten Evolution des Menschen formuliert.
Eine der Grundannahmen für diese Hypothese, die Milford H. Wolpoff mit seinem australischen Co-Autor Alan G. Thorne 1992 und dann erneut 2003 auf Englisch und deutsch publizierte, unterstellt, dass die Out-of-Africa-Theorie unglaubwürdig sei: „Wir haben Schwierigkeiten mit der Behauptung, daß eine einzige Gruppe von Jägern und Sammlern weltweit alle anderen Menschengruppen in recht kurzer Zeit – beginnend vor etwa 200.000 Jahren – vollkommen abgelöst habe.“ 1994 wurde diese Grundannahme noch zugespitzter formuliert; demnach belegen die Funde, dass „die frühesten 'modernen' Menschen keine Afrikaner sind und nicht die Gruppe an Merkmalen aufweisen, die die Afrikaner jener oder irgendeiner anderen Epoche charakterisieren.“ Eine zweite Grundannahme wurde von einer Beobachtung in der Gegenwart abgeleitet und lautet: „Heutige Bevölkerungen behalten ihre physischen Besonderheiten bei, trotz Migration und Vermischung. So war es aber immer, solange der Mensch Europa und Asien bewohnt“, konkret, seitdem „Menschen vor mindestens einer Million Jahren erstmals Afrika verließen.“ Vor dem Hintergrund dieser Grundannahmen ist es möglich, zu erklären, warum die Homo-Populationen in Afrika, Asien, Australien und Europa einerseits über hunderttausende Jahre getrennt voneinander lebten und unterschiedliche körperliche Merkmale entwickeln konnten, „die bis in die heutige Zeit überdauert haben“, obwohl „ein so starker Genaustausch zwischen den Gruppen statt[fand], daß die Menschen als eine einzige Art bestehengeblieben sind.“ Im Jahr 2000 erläuterten Wolpoff et al., dass dieser Genfluss zwischen den Kontinenten bereits von „ein paar Menschen pro Generation“ aufrechterhalten werden konnte, möglicherweise schon von einem einzigen zugewandertem Individuum pro Generation.
Ausgehend von diesen Grundannahmen werden die der Gattung Homo zugeschriebenen Fossilien von den Vertretern der Hypothese eines multiregionalen Ursprungs des modernen Menschen interpretiert. Hierzu veröffentlichten Wolpoff, Wu und Thorne 1984 eine längere Liste morphologischer Merkmale, die insbesondere für die früheren und die heutigen Menschen im Gebiet von China typisch seien. „Diese Zusammenstellung stützt sich großenteils auf Beschreibungen des Frankfurter Anthropologen Franz Weidenreich, der in China während der 1930er und frühen 1940er Jahre die Relikte des Peking-Menschen analysiert hatte.“ Im Ergebnis werden weder für Ostasien (fossiler Homo: Peking-Mensch) noch für Indonesien (fossiler Homo: Java-Mensch) anatomische „Anzeichen dafür [gefunden], daß in diesen Regionen jemals für Afrika charakteristische Merkmale die vormals dort typischen ersetzt hätten.“ Auch die Zhirendong-Funde wurden in diesem Sinne interpretiert.
Die gleiche Kontinuität – der gleitende Übergang von Homo erectus zu Homo sapiens, weitgehend unabhängig voneinander in mehreren Regionen – wurde 1992 und erneut 2003 von Thorne und Wolpoff auch aus in Europa entdeckten Fossilien abgeleitet. Als Beleg hierfür könne beispielsweise der rund 70.000 Jahre alte, späte Neandertaler von La Ferrassie gelten, der – im Unterschied zu älteren Neandertalern – „einen leichten Kinnvorsprung“ aufweist, ein Merkmal, das als typisch für den frühen Homo sapiens gilt. Die Ausformung dieses Merkmals wird von anderen Forschern jedoch im Sinne einer Parallelevolution interpretiert, als unabhängig voneinander entstanden. Thorne und Wolpoff vermuten hingegen, „daß die Neandertaler sich entweder selbst zu späteren Menschenformen entwickelten oder sich mit solchen vermischten, vielleicht auch beides.“ Diese These wurde beispielsweise im Jahr 2001 durch den Vergleich eines 13.000 bis 15.000 Jahre alten Schädels (Willandra Lakes Hominid 50 = WLH 50) aus New South Wales (Australien), der zweifelsfrei zu Homo sapiens gehört, mit vermeintlich hybriden Cro-Magnon/Neandertaler-Schädeln aus Mladeč (Tschechien) und Homo erectus-Funden aus Java zu untermauern versucht. Die von den Autoren beschriebenen anatomischen Gemeinsamkeiten wurden als Beleg dafür angeführt, dass eine Verdrängung der ursprünglichen Homo-Populationen durch zugewanderte Homo sapiens-Individuen „ausgeschlossen werden kann.“ Ziel der Argumentation sei es, „die Neandertaler als Vorfahren anzuerkennen“. Da die Menschenreste aus Mladeč anhand der Zähne jedoch eindeutig Homo sapiens zugeordnet und zwischen 31.000 und 27.000 BP datiert wurden, besteht eine beträchtliche zeitliche Lücke zu gesichert datierten späten Neandertalern. Auch bei der Hybriden-Diskussion, die sich um das 1998 gefundene Gravettien-Grab von Lagar Velho entspann, beschränkten sich vermeintliche Neandertalermerkmale auf nicht trennscharfe anatomische Parameter. Ähnliche Einwände bestehen gegen die Hypothese einiger israelischer Wissenschaftler, dass Homo erectus vor 400.000 Jahren im Gebiet des heutigen Palästina von einer neuen homininen Art ersetzt worden sei, aus der „die späteren [Homo sapiens-] Populationen in der Levante hervorgingen.“
Die seit 1987 unter dem Schlagwort mitochondriale Eva bekannt gewordenen Untersuchungen von menschlicher mitochondrialer DNA, die als methodisch unabhängige Stütze der zunächst nur aus Fossilien abgeleiteten Out-of-Africa-Theorie gelten, werden unter Hinweis auf angeblich fragwürdige Grundannahmen zur Laufgeschwindigkeit der molekularen Uhr („eine in jedem Fall wertlose Uhr“) verworfen.

## Kritik
Richard Leakey hatte bereits 1994 die Pro- und Contra-Argumente zur multiregionalen Hypothese erörtert und dabei eingeräumt, eine Zeit lang Sympathie für diese Hypothese gehegt zu haben. Seine Schlussfolgerung war jedoch: Es sei „unwahrscheinlich, dass sie zutreffe“. Seine Skepsis begründete Leakey mit mehreren Argumenten, die auch – mehr als 20 Jahre später – noch von anderen Wissenschaftlern vorgetragen werden.
Zum einen verwies Leakey auf eine Serie von Fossilienfunden aus der Qafzeh-Höhle und der Skhul-Höhle in Israel; dort hatte man Überreste von Homo sapiens gefunden, die älter waren als benachbarte Funde von Neandertalern. Die Neandertaler konnten also – anders als zuvor aus der zeitlichen Abfolge von datierten Neandertaler- und Jetzt-Menschen-Funden abgeleitet – nicht die direkten Vorfahren von Homo sapiens sein. Damit war „einer der überzeugendsten Pfeiler zur Stützung der Hypothese einer multiregionalen Evolution“ weggebrochen. Ferner argumentierte Leakey unter Verweis auf die rund 90.000 Jahre alten Funde von Homo sapiens aus Skhul: „Kein menschliches Fossil dieses Alters wurde irgendwo im Rest von Asien oder Europa gefunden.“ Weitere, von den anatomischen Merkmalen der Fossilien völlig unabhängige Argumente waren für Leakey die unterscheidbare Werkzeug-Produktion von Homo sapiens und der anderen aus Homo erectus hervorgegangenen Populationen sowie – drittens – die seit 1987 bekannten genetischen Befunde zur so genannten mitochondrialen Eva.
Ähnlich hatten bereits Chris Stringer und Peter Andrews argumentiert, die 1988 erstmals in einer Fachpublikation die im Jahr zuvor publizierten genetischen Befunde in Beziehung zu den fossilen Überlieferungen gesetzt hatten. Für Europa und Asien verwiesen sie in dieser Studie unter anderen auf das Fehlen von Übergangsformen zwischen Neandertalern und Jetzt-Menschen, obwohl es von beiden Homo-Arten zahlreiche fossile Belege gebe. Sie erwähnten die Nachweise von Homo sapiens in der Levante Jahrzehntausende vor den (vermutlich aus dem Norden zugewanderten) Neandertalern. Die für Fossilien aus Asien – und speziell aus China – behaupteten graduellen Übergänge von Homo erectus zu Homo sapiens deuteten sie schließlich als Überinterpretation von minder relevanten Merkmalen (von Homoplasien) infolge des völligen Fehlens von Belegen aus der hierfür entscheidenden Periode von vor 100.000 bis 50.000 Jahren: Laut einer Studie von chinesischen Experten aus dem Jahr 1991 und laut Peter Brown gab es zwischen den 125.000 bis 104.000 Jahre alten Xujiayao-Fossilien und den entweder 10.000 oder maximal 24.000 bis 29.000 Jahre alten Upper-Cave-Schädeln keine einzige Fundstelle von homininen Knochen in China, deren Funde zuverlässig datiert werden konnten. Spätere Funde wie jene aus der Fuyan-Höhle, denen man 2015 ein Alter von mindestens 80.000 Jahren zugeschrieben hatte, waren ebenfalls von Beginn an umstritten und wurden im Jahr 2021 auf maximal 50.000 Jahre datiert.
Bis in die Gegenwart werden die drei Hauptargumente gegen die Hypothese eines multiregionalen Ursprungs des modernen Menschen (fehlende Neandertaler- / Jetzt-Menschen-Kontinuität; Fehldeutung von Übergangsformen in Asien; Genanalysen) von deren Anhängern zurückgewiesen. So bekräftige Milford Wolpoff 2004 seine Interpretation der Neandertalerfunde in einer emphatisch überschriebenen Fachpublikation („Why not the Neandertals?“), Wu Xinzhi präsentierte 2009 einen weiteren Unterkiefer, dessen Alter mit rund 100.000 Jahren angegeben und einem frühen Homo sapiens zugeschrieben wurde, und die genetischen Befunde werden weiterhin als unbrauchbar, weil unzuverlässig eingestuft.
Demgegenüber stehen diverse Studien, die den 1984 publizierten Katalog von angeblich typischen morphologischen Merkmalen der heutigen Chinesen – anhand derer die Kontinuität von Homo erectus zu Homo sapiens nachzuweisen versucht wurde – mit den Merkmalen von Menschen aus anderen Regionen verglichen. Deren Befunde fasste der deutsche Paläoanthropologe Günter Bräuer, der Ende der 1970er-Jahre die afrikanischen Funde und deren Datierung analysiert hatte und gemeinsam mit dem Südafrikaner Peter Beaumont als Begründer der Out-of-Africa-Theorie gilt, so zusammen:
„Die Ergebnisse reichten von erheblichen Zweifeln am Beweiswert dieser Merkmale für eine kontinuierliche menschliche Evolution in China bis hin zu vehementer Kritik. So ergab eine der Studien, dass die betreffenden Kennzeichen nicht nur in Ostasien, sondern weltweit beim Homo erectus wie beim archaischen Homo sapiens vorkamen. Nach einer anderen Studie erscheinen diese Kennzeichen bei heutigen Chinesen sogar seltener als in anderen heutigen Bevölkerungen.“

## Belege
1. ↑  Alan G. Thorne, Milford H. Wolpoff: Multiregionaler Ursprung der modernen Menschen. In: Spektrum der Wissenschaft. Nr. 6/1992, S. 80.
2. ↑  Winfried Henke, Hartmut Rothe: Stammesgeschichte des Menschen. Eine Einführung. Springer Verlag, Berlin 1999, S. 283, ISBN 3-540-64831-3.
3. 1 2  Richard Stone: Signs of early Homo sapiens in China? In: Science. Band 326, 2009, S. 655, doi:10.1126/science.326_655a; wörtlich: „A rival idea with a small band of ardent backers holds that those who left Africa interbred with humans they met on other continents.“
4. ↑  Xinzhi Wu: On the origin of modern humans in China. In: Quaternary International. Band 117, Nr. 1, 2004, S. 131–140, doi:10.1016/S1040-6182(03)00123-X.
5. ↑  Asiaten stammen aus Afrika. Auf: orf.at (Webseite des ORF), zuletzt abgerufen am 22. Februar 2022.
6. ↑  Yuehai Ke et al.: African Origin of Modern Humans in East Asia: A Tale of 12,000 Y Chromosomes. In: Science. Band 292, Nr. 5519, 2001, S. 1151–1153, doi:10.1126/science.1060011.
7. ↑  The HUGO Pan-Asian SNP Consortium: Mapping Human Genetic Diversity in Asia. In: Science. Band 325, 2009, S. 1541–1545, doi:10.1126/science.1177074.
Eine detaillierte Grafik zu den Besiedlungswegen in Asien ist enthalten in: Dennis Normile: SNP Study Supports Southern Migration Route to Asia. In: Science. Band 325, 2009, S. 1470, doi:10.1126/science.326.5959.1470.
8. 1 2   Richard Leakey, The origin of humankind, S. 90
9. ↑  Chris Stringer: Human evolution: Out of Ethiopia. In: Nature. Band 423, 2003, S. 692–695, doi:10.1038/423692a.
Michael D. Petraglia et al.: Out of Africa: new hypotheses and evidence for the dispersal of Homo sapiens along the Indian Ocean rim. In: Annals of Human Biology. Band 37, Nr. 3, 2010, S. 288–311, doi:10.3109/03014461003639249.
10. ↑  Seite 4 in William Thomas Stearn: The Background of Linnaeus's Contributions to the Nomenclature and Methods of Systematic Biology. In: Systematic Zoology. Band 8, Nr. 1, 1959, S. 4–22, online.
11. ↑  Jeffrey H. Schwartz und Ian Tattersall: Fossil evidence for the origin of Homo sapiens. In: American Journal of Physical Anthropology. Band 143, Supplement 51 (= Yearbook of Physical Anthropology), 2010, S. 94–121, doi:10.1002/ajpa.21443; im Original: Our species Homo sapiens has never been subject to a formal morphological definition, of that sort that would help us in any practical way to recognize our conspecifics in the fossil record.
12. ↑  Philippe-Charles Schmerling: Recherches sur les ossements fossiles découverts dans les cavernes de la Province de Liège. P.-J. Collardin, Liège 1833, S. 1–66.
13. ↑  Charles Lyell: The geological evidences of the antiquity of man. John Murray, London 1863.
14. ↑  Thomas Henry Huxley: On some fossil remains of man. Kapitel 3 in: Evicence as to man's place in nature. D. Appleton and Company, New York 1863.
15. ↑  Alexander Sokolowsky: Die Psyche der Malaien und ihre Abstammung. In: Medizinische Klinik. Band 13, Nr. 25, 1917, S. 685–688.
16. ↑  Ernst Mayr: Taxonomic categories in fossil hominids. In: Cold Spring Harbor Symposia on Quantitative Biology 1950. Band 15, 1950, S. 109–118, doi:10.1101/SQB.1950.015.01.013.
17. ↑  Franz Weidenreich: Facts and speculations concerning the origin of Homo sapiens. In: American Anthropologist. Band 49, Nr. 2, 1947, S. 187–203, doi:10.1525/aa.1947.49.2.02a00010, Volltext (PDF).
18. ↑  Charles Darwin: The Descent of Man, and Selection in Relation to Sex. John Murray, London 1871, Band 1, S. 199: „In each great region of the world the living mammals are closely related to the extinct species of the same region. It is therefore probable that Africa was formerly inhabited by extinct apes closely allied to the gorilla and chimpanzee; and as these two species are now man's nearest allies, it is somewhat more probable that our early progenitors lived on the African continent than elsewhere.“
19. ↑  Carleton S. Coon: The Origin of Races. Alfred A. Knopf, New York 1962
20. 1 2 3   Milford H. Wolpoff, Wu Xinzhi und Alan G. Thorne: Modern Homo sapiens origins: a general theory of hominid evolution involving the fossil evidence from East Asia. In: F. H. Smith und F. Spencer (Hrsg.): The Origins of Modern Humans: A World Survey of the Fossil Evidence. Alan R. Liss, New York 1984, S. 411–483.
21. ↑  Thorne und Wolpoff, 1992, S. 82.
22. ↑  Milford H. Wolpoff, Alan G. Thorne, Fred H. Smith, David W. Frayer und Geoffrey G. Pope: Multiregional Evolution: A World-Wide Source for Modern Human Populations. In: Origins of Anatomically Modern Humans. Hrsg. von M. H. Nitecki und D. V. Nitecki. Plenum Press, New York 1994, S. 175–199.
23. ↑  Thorne und Wolpoff, 1992, S. 81
24. ↑  Thorne und Wolpoff, 1992, S. 86
25. ↑  Milford H. Wolpoff, John Hawks und Rachel Caspari: Multiregional, Not Multiple Origins. In: American Journal of Physical Anthropology. Band 112, 2000, S. 129–136, doi:10.1002/(SICI)1096-8644(200005)112:1<129::AID-AJPA11>3.0.CO;2-K.
26. ↑  Franz Weidenreich: The Skull of Sinanthropus Pekinensis; A Comparative Study on a Primitive Hominid Skull. In: Palaeontologica Sinica, N. S. D. No. 10, Whole Series No. 127 (xxi, 298 pp. and 93 plates). New York, G. E. Stechert & Co. 1943.
27. 1 2  Günter Bräuer: Der Ursprung lag in Afrika. In: Spektrum der Wissenschaft, 3/2003, S. 38.
28. ↑  Thorne und Wolpoff, 1992, S. 84.
29. ↑  Reinhard Ziegler: Urmenschen. Funde in Baden-Württemberg. In: Stuttgarter Beiträge zur Naturkunde, Serie C. Heft 44, 1999, S. 18
30. ↑  Thorne und Wolpoff, 1992, S. 85.
31. ↑  Milford H. Wolpoff, John Hawks, David W. Frayer und Keith Hunley: Modern Human Ancestry at the Peripheries: A Test of the Replacement Theory. In: Science. Band 291, Nr. 5502, 2001, S. 293–297, doi:10.1126/science.291.5502.293.
32. 1 2  Milford Wolpoff et al.: Why not the Neandertals? In: World Archaeology, Band 36, Nr. 4, 2004, S. 527–546, doi:10.1080/0043824042000303700.
33. ↑  Shara E. Bailey, Timothy D. Weaver, Jean-Jacques Hublin, Who made the Aurignacian and other early Upper Paleolithic industries? In: Journal of Human Evolution. Band 57, Nr. 1, 2009, S. 11–26, doi:10.1016/j.jhevol.2009.02.003.
34. ↑  E. M. Wild, M. Teschler-Nicola, W. Kutschera, P. Steier, E. Trinkaus, W. Wanek: Direct dating of Early Upper Palaeolithic human remains from Mladeč. In: Nature. Band 435, 2005, S. 332–335.
35. ↑  Modern Humans Or Neandertals? New Evidence Sheds Light On Cave Fossils' Age. Zur Datierung von Mladeč, auf: sciencedaily.com vom 20. Mai 2005.
36. ↑  Olaf Jöris, Martin Street: At the end of the 14C time scale – the Middle to Upper Paleolithic record of Western Eurasia. In: D. S. Adler, O. Jöris (Hrsg.): Setting the Record Straight: Toward a Systematic Chronological Understanding of the Middle to Upper Paleolithic Boundary in Eurasia. In: Journal of Human Evolution. Band 55, 2008, S. 782–802, doi:10.1016/j.jhevol.2008.04.002.
37. ↑  Miki Ben-Dor et al.: Man the Fat Hunter: The Demise of Homo erectus and the Emergence of a New Hominin Lineage in the Middle Pleistocene (ca. 400 kyr) Levant. In: PLoS ONE. 6(12): e28689, 2011, doi:10.1371/journal.pone.0028689.
38. ↑  Thorne und Wolpoff, 1992, S. 87
39. ↑  wörtlich: „My sense of it, however, ist that the multiregional-evolution hypothesis is unlikely to be correct.“ Hier zitiert nach der Taschenbuchausgabe von Richard Leakey: The origin of humankind. Phoenix, London 1995, S. 99. ISBN 1-85799-334-9.
40. ↑  Richard Leakey: The origin of humankind, S. 86
41. ↑  Rebecca L. Cann et al.: Mitochondrial DNA and human evolution. In: Nature. Band 325, 1987, S. 31–36, doi:10.1038/325031a0.
42. ↑  Chris B. Stringer, Peter Andrews: Genetic and Fossil Evidence for the Origin of Modern Humans. In: Science. Band 239, Nr. 4845, 1988, S. 1263–1268, doi:10.1126/science.3125610.
43. ↑  Chen Tiemei und Zhang Yinyun: Palaeolithic chronology and possible coexistence of Homo erectus and Homo sapiens in China. In: World Archaeology. Band 23, Nr. 2, 1991, S. 147–154, doi:10.1080/00438243.1991.9980167.
44. ↑  Peter Brown: Chinese Middle Pleistocene hominids and modern human origins in east Asia. In: Lawrence Barham und Kate Robson Brown (Hrsg.): Human Roots. Africa and Asia in the Middle Pleistocene. Western Academic & Specialist Publishers, Bristol 2001, S. 144, ISBN 978-0953541843, Volltext (PDF; 3,5 MB).
45. ↑  Xue-feng Sun et al.: Ancient DNA and multimethod dating confirm the late arrival of anatomically modern humans in southern China. In: PNAS. Band 118, Nr. 8, 2021, e2019158118, doi:10.1073/pnas.2019158118.
46. ↑  Xinzhi Wu: On the origin of modern humans in China. In: Quaternary International. Band 117, 2004, S. 131–140, doi:10.1016/S1040-6182(03)00123-X.
47. ↑  Gao Xing et al.: Revisiting the origin of modern humans in China and its implications for global human evolution. In: Science China: Earth Sciences. Band 53, Nr. 12, 2010, S. 1927–1940, doi:10.1007/s11430-010-4099-4.